# 享界
享界是中国高端电动汽车品牌，成立于2024年。该品牌由北汽蓝谷与华为合作成立的鸿蒙智行运营。

## 历史
2023年12月，华为通过其汽车业务鸿蒙智行注册了第三个汽车品牌，名为享界。该品牌由北汽集团与北汽蓝谷子公司共同创立，致力于在其北京工厂生产联合开发的车型。 
享界于2024年3月首次亮相市场，推出了一款电池电动全尺寸豪华轿车享界S9。尽管S9采用了华为的软件和北汽的技术能力，但其设计与智界S7非常相似，后者是自2023年起与奇瑞合作生产的一款小型轿车。S9于2024年4月在北京车展上正式发布。 

## 产品
- 享界S9（2024年至今），全尺寸轿车

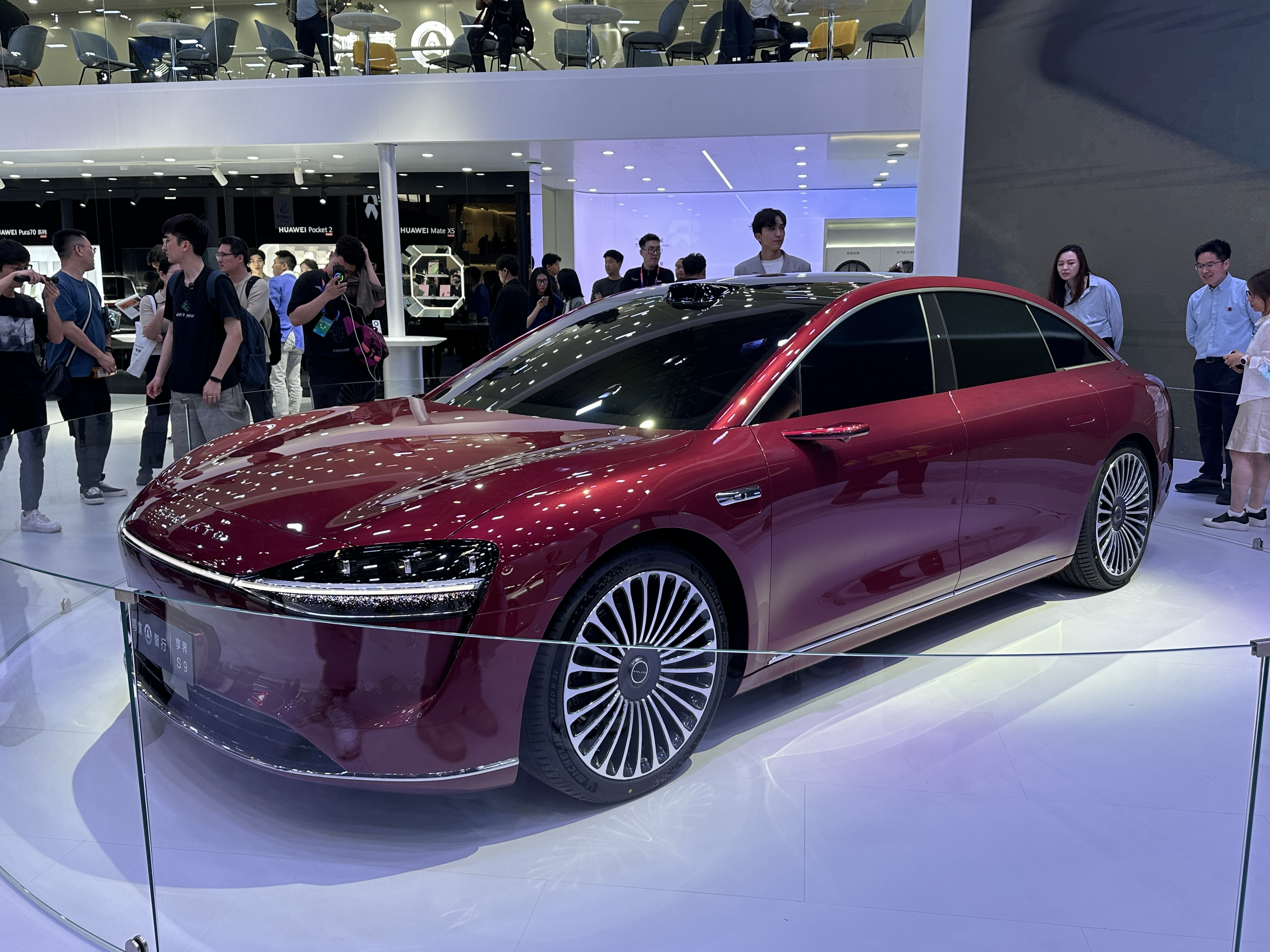
享界S9